# دیتون، شهرستان لاسال، ایلینوی
دیتون (به انگلیسی: Dayton) یک منطقهٔ مسکونی در ایالات متحده آمریکا است که در شهرستان لاسال، ایلینوی واقع شده‌است. دیتون ۵۳۷ نفر جمعیت دارد و ۱۷۱٫۹۱ متر بالاتر از سطح دریا واقع شده‌است.